# عائلة باراك أوباما
عائلة باراك أوباما (الرئيس الرابع والأربعون للولايات المتحدة) هي عائلة أمريكية بارزة تنشط في مجال القانون والتعليم والنشاط السياسي. كانت دائرة عائلة أوباما المباشرة هي العائلة الأولى في الولايات المتحدة من عام 2009 إلى عام 2017، وهي أول عائلة من أصل أمريكي أفريقي في مثل هذا الدور. تشمل عائلته المباشرة زوجته ميشيل أوباما وابنتيه ماليا وساشا.
يعكس أصل أوباما الأوسع مزيجًا من التراث الكيني (قبيلة لو)، والأمريكيين من أصل أفريقي، والأصول الأمريكية القديمة، والذي يشمل أصولًا من مختلف الأعراق بما في ذلك الأصول الإنجليزية، والاسكتلندية الأيرلندية، والويلزية، والألمانية، والسويسرية.